# 堀田正敦
堀田 正敦（ほった まさあつ）は、江戸時代中期から後期の大名。近江堅田藩、後に下野佐野藩の藩主。江戸幕府の若年寄。堀田家正高流分家6代。陸奥仙台藩主・伊達宗村の八男。

## 生涯
宝暦5年7月20日（1755年8月27日）に陸奥仙台藩第6代藩主・伊達宗村の八男（第十七子）として仙台に生まれる。幼名は藤八郎。母は側室・性善院。安永4年（1775年）、中村姓を与えられ中村村由（なかむら むらよし）を名乗る。部屋住みの頃から幕臣になることを夢見ていたといわれ、旗本としての出仕も望んでいたとされる。
天明6年（1786年）3月26日に堀田正富の婿養子となり、翌7年（1787年）の正富の隠居により堅田藩1万石の藩主となる。なお、堀田家に養子入り以前から子供がおり、次男で陸奥一関藩主となった田村宗顕は堀田家養子入り2年前の天明4年（1784年）に生まれているが、常之丞と幼名を付けられた宗顕は父が堀田家へ行った後も母と共に仙台藩下屋敷に残されたことが記録されている。
寛政元年（1789年）4月8日に大番頭に就任し幕府へ出仕、翌2年（1790年）6月10日に当時の老中・松平定信の引き立てで若年寄になり、42年もの長期間在任することになった。以降は定信の寛政の改革を助けたが、後に定信とその子・定永が陸奥白河藩から堀田宗家が治める下総佐倉藩への転封を画策した際には、佐倉藩主・堀田正愛を助けて定信父子と争い、その企てを阻止した。
寛政8年（1796年）に甥の仙台藩主・伊達斉村が後継者を正式に決めずに死去した時に、実兄・伊達重村の正室・観心院や甥の三河刈谷藩主・土井利謙と共にその処理に関与し、跡を継いだ大甥・伊達周宗（当時乳児）の後見役となる。ただし、仙台藩の藩政にことさら関与したわけでなく、あくまで幕府や仙台藩双方の仙台藩の治世不安解消が目的であり、文化4年（1807年）の蝦夷巡検の際には定信に周宗の後見を託している。
とはいえ彼自身も仙台藩への援助と相談事は惜しまず、家臣を通して江戸商人石橋弥兵衛に仙台藩へ資金を融資させたり、文化7年（1810年）に仙台藩藩校養賢堂の学頭大槻平泉が江戸へ上り学制改革を林述斎に相談した際、述斎と共に賛成し平泉の運動を後押ししたり、文政11年（1828年）に仙台藩を相続した伊達斉邦の後見も務めた。他に佐倉藩主・堀田正愛が病気で政務が執れなくなると、その後見役も務めた。
寛政11年（1799年）に『寛政重修諸家譜』編纂の総裁を務めている。ただし同書には万石以上のいわゆる大名の事しか記されておらず、これに不満を持った正敦は私的事業として、幕府創業期から50年ほどの間の万石以下のいわゆる旗本らの事績を集めた書である『干城録』の編纂を始めた。『干城録』は高齢となった正敦の手を離れ、林述斎や旗本戸田氏栄らの編纂者により、昌平坂学問所にて幕府の事業として続けられ、正敦の死後3年経った天保6年（1835年）に完成した。
自身が和漢・本草の学識に富み、蘭学者を保護するなど学者を厚遇した。自らも鳥類図鑑『禽譜』と解説書『観文禽譜』（後述）を編纂すると共に、『観文獣譜』（東京国立博物館所蔵）、『観文介譜』（貝の博物書、写本を東洋文庫が所蔵）も執筆している。『禽譜・観文禽譜』はじめ正敦旧蔵資料には「堀田文庫」の蔵書印が押されており、明治初期に『観文禽譜』が東京国博に収蔵されているなど、一部の資料は外部へ流出している。
文化3年（1806年）に3,000石加封され、堅田藩1万3,000石となる。翌文化4年に蝦夷地（現在の北海道）へのロシア人侵入（文化露寇）を視察するため松前藩へ出立、6月から帰府する10月まで4か月の旅を『松前紀行（蝦夷紀行）』として記録。内容は鳥類図鑑に関する生物の記録だけでなく、漂流民を連れて蝦夷地へ赴き現地調査を試みたことが書かれている。また平泉の同族大槻玄沢を通して外国事情を聞きとり、玄沢の翻訳活動を支援し『環海異聞』『厚生新編』の作成に関わっている。
文政9年（1826年）、下野安蘇郡植野村（現在の栃木県佐野市、初代堅田藩主・堀田正高の旧領）への陣屋替えを命ぜられる。なお滋賀郡堀田領は引き続き支配するが、土豪・堅田郷士が実質管轄下となる。文政12年（1829年）、3,000石加封され、佐野藩1万6,000石となる。
天保3年（1832年）1月29日、致仕（退官）。五男の正衡が家督を継いだ。同年6月7日死去。享年78（満76歳没）。豊嶋郡下渋谷村（現在の東京都渋谷区広尾）の臨済宗瑞泉山祥雲寺塔頭香林院に葬られる。

## 正敦の文化事業
正敦は幕府の若年寄として定信の主導する寛政の改革を推進し、その一環として和歌を中心とした文教新興策を行っている。正敦は定信をはじめ、屋代弘賢や北村季文、塙保己一など、好学大名や学者・文人ら文化愛好集団の繋がりから古典を収集し、同時代の学知を反映させた写本を編纂している。正敦の収集資料には「堀田文庫」の蔵書印が押印されており、禽譜・観文禽譜や七十一番職人歌合（山梨県立博物館所蔵）などがあり、『寛政重修諸家譜』の発案も行っている。更に伊能忠敬とも繋がりがあり、しばしば測量事業の後押しや苦情処理などを担当している他、彼と交流が深い高橋至時・景保父子とも親交があった（後述）。
定信とは佐倉藩を巡るいざこざはあったが、彼が優れた文化人だったこともあり、老中辞任後も彼の屋敷へ出入りしつつ交友関係を継続した。定信が隠居してから書いた『花月日記』に序文を贈り、彼が築いた庭園『浴恩園』を頻繁に訪れ、定信の号『花月』に対して『水月』と号し、互いに和歌に励みながらそれぞれの著作に序文を贈るなど、正敦は林述斎と並び定信の信頼が厚い友人であり続けた。一方、定信の家臣水野為長が記録した『よしの冊子』に正敦の性格と評判が書かれ、他人に気配りが出来る優れた文化人として周囲の評判が良い反面、養子入りに際し常之丞を屋敷へ残した一件や放蕩で座敷押し込めに遭った話も書かれている。
堀田文庫の代表的資料である『禽譜』（きんぷ、堀田禽譜、写本を宮城県図書館、東京国立博物館が所蔵）・『観文禽譜』（かんぶんきんぷ、宮城県図書館、東京国立博物館などが所蔵）は鳥類分類図鑑で、鳥類の生物学的記載のみならず、関係する和歌や漢詩などの考証も記載した総合学術辞典としての性格を有する。また、『禽譜』は史的、文化的資料としての価値も指摘されており、豊富な文字情報をたどることで、大名同士、学者、庶民も含む知的交流の形跡を追うことができる。堀田禽譜には、同時期に編纂された解説書の解説に対応する鳥類の図が収録されており、『観文禽譜』から抜粋された解説が付けられていることから、『観文禽譜』の図譜部であるとも考えられている。
『観文禽譜』は寛政6年（1794年）に序文が付せられていることから一旦完成を見たものの、その後も校訂作業は続き、現在に伝わる姿になったのは天保2年（1831年）のことと考えられている。
本書では、日本で見られる鳥類（野鳥および家禽種）を以下のように分類し、各種について詳説している。
水禽ツル科、コウノトリ目、カモ目、チドリ目の一部など
原禽キジ目、スズメ目、チドリ目の各一部など
林禽スズメ目の一部、ハト目など
山禽タカ目、フクロウ目など
上記のほか、「異邦禽小鳥」の章を設けて国外の種を紹介した。
正敦は、あくまで外観や観察から得られる特徴を収録するとともに人間とのかかわりを重視しており、和名や生息地、外観などの基礎的情報に加え、既存文献での記述状況やその分析、和名を詠んだ和歌の引用、食用・薬効などにもついても記されている。西洋で主流であった、身体の部位の分析や分類、解剖学的見地に立つ鳥類学とは一線を画するものであるが、しかし近現代にも通じる種の分類と解説がされるとともに、生態的特徴も詳しく記されており、各種の和名の由来や日本人の生活とのかかわりを知る史料としての意味を併せ持つ特徴がある。
また、正敦は当時幕府の支配が及んでいなかった蝦夷地にも足を運ぶと共に蘭学者などにも通じており、たとえばロシアからオランダ経由で日本に伝わったと考えられているエトピリカ（現在は北海道での生息域は限られており、近隣では主に千島列島などに生息する。本書内では「エトビリカ」と表記）の図や生態を収録したり、当時からタンチョウの生息域が北海道内などに限られつつあったことを示唆する記述を遺している。
現在の研究成果や分類と比べれば細かな相違や過不足こそあるものの、400以上の種の外観図や生態的な記述が網羅されており、中には現在では都市開発による人為的破壊などによる生息地の変化や絶滅などによって知ることのできない種も収録されていることから、当時の鳥類の生態などを知る上で重要な史料になっているとともに、西洋でも研究が始まって間もない18世紀にこれだけの研究成果を遺している江戸時代の学問水準の高さを今に伝えている。
一方で、堀田文庫の写本には、校訂作業が未完成のままのものも存在し、正敦の晩年には国事多難と自身の老境による著述作業へ十分専念できない状況であることが述懐されており、堀田文庫の写本群は近世学芸文化の水準の高さと同時にその限界をも示している。
- 寛政6年（1794年） - 『観文禽譜』に尾藤二洲が序を寄せる。
- 寛政11年（1799年） - 『寛政重修諸家譜』の編纂に着手。
- 文化元年（1804年） - 『観心院六十賀和歌』（実兄土井利徳、次男宗顕の養父田村村資らと共著）完成。
- 文化2年（1805年） - 『萩か花すり』完成。
- 文化5年（1808年） - 蝦夷地視察記録『松前紀行（蝦夷紀行）』完成。
- 文化9年（1812年） - 『寛政重修諸家譜』・『寛政重修諸家譜目録』完成。
- 天保2年（1831年） - 仙台藩の儒者・桜田欽斎・河野杏庵により『観文禽譜』が訂補され、完成[3][16]。

なお、正敦が携わった『観文獣譜』、『観文介譜』の詳しい成立時期は不明である。

## 伊能忠敬・高橋至時父子との交流
正敦の在任中、伊能忠敬が測量隊を率いて日本中を歩き回り、大日本沿海輿地全図を作り上げたことは有名だが、その仕事を後押ししたのは正敦だった。
きっかけは定信の祖父・第8代将軍徳川吉宗が暦の改訂に取り掛かったことで、定信が祖父の果たせなかった事業を成功させるべく継続したが、彼が老中首座を辞任した後は正敦が後任の老中首座松平信明らと引き継ぎ、寛政7年（1795年）に間重富・高橋至時の2人を召し出し天文方へ採用、改暦事業に当たらせた。寛政9年（1797年）10月に2人の努力で改暦は果たされ翌10年（1798年）に寛政暦が施行されたが、後にズレが判明したため改暦事業が復活することになる。
一方、重富と至時の江戸出府と前後して伊能忠敬も江戸へ移り住み、至時に頼み込んで弟子になったが、この一件は正敦と関係が深い桑原隆朝の介入があったと推測されている。桑原は仙台藩医で仙台藩出身の正敦と繋がりがあり、忠敬の3人目の妻ノブの父親でもあるため、忠敬に正敦と至時が進めている改暦事業を話し、正敦に口添えした上で至時に忠敬を推薦したのではないかとされている。
忠敬は至時の下で天文学を勉強、やがて寛政12年（1800年）から測量隊を率いて日本の測量と地図作成が始まっていくが、第1回目の測量から桑原が忠敬に向けて幕府へ次の測量申請を勧めている。桑原はある人物の意向で手続きを伝えているが、この人物は正敦とされ、幕府はまだ援助出来ないが、地図がよく出来ていることと測量継続を内密に忠敬へ伝えるため、桑原を介して連絡を取っていたのではないかと推測されている。事実、正敦と桑原はこの後忠敬へ指示を送り続け、忠敬も2人と連絡を取り合っている。
正敦の地図作成事業の関わりは第2回目の測量計画の修正を忠敬へ指示、文化元年（1804年）に東日本部分が作られた地図を拝見、忠敬を小普請組へ編入させて幕臣に登用したことなどが挙げられる。また国防問題に関心があり、引退後も幕府に影響力がある定信との話し合いがあったとされ、地図作成が幕府の公式事業に格上げされるなど定信の関与が推定される場面もあり、文化3年（1806年）に第5回測量で隊員達が忠敬の不在中に揉め事を起こしたことが報告された際、忠敬に注意したが穏便な処置で済ませている。こうした出来事を経て測量は完遂され、忠敬死後の文政4年（1821年）に至時の息子景保が完成した大日本沿海輿地全図を提出、展示された後に紅葉山文庫に保管された。なお、地図の保管は11月だったが、先立って7月に一部の地図が正敦に預けられ、家臣を通して紅葉山文庫に保管されたことが記録されている。
景保とは『観文禽譜』編纂の際に情報提供してもらうだけでなく、外交に関する諜報に従事させたと推定されている。正敦の命令で彼はオランダ商館医フィリップ・フランツ・フォン・シーボルトと情報交換し合ったともいわれ、それを示す証拠は見つかっていないが、シーボルト事件で獄死したにも拘らず『観文禽譜』に載っているエトピリカの項目に彼の名前が残されていること、その記述から外国の本の翻訳作業に取り組んでいたことが書かれていたこと、文政9年（1826年）に江戸へ参府したシーボルトへ正敦がペンギン（観文禽譜ではヘングイン）について剥製を見たことがある栗本丹洲を通して質問したことから、景保とシーボルトの関係に正敦が深く関わっていたことが推察される。不遇だった最上徳内が蝦夷地探検を再開出来たのも正敦が関与したといわれ、彼にとって蘭学は図鑑編纂という趣味だけでなく、大槻玄沢を通した外国本翻訳と情勢把握、蝦夷地探検など国防と外交にも必要な知識だった。

## 系譜
- 父：伊達宗村（1718年 - 1756年）
- 母：性善院、信子、於世勢の方（1719年 - 1763年） - 坂信之の娘
- 養父：堀田正富（1750年 - 1791年）
- 正室：堀田正富の娘
- 側室：木村氏
  - 次男：田村宗顕（1784年 - 1827年） - 田村村資の養子
- 生母不明の子女
  - 五男：堀田正衡（1795年 - 1854年）
  - 六男：毛利元世（1796年 - 1845年） - 毛利政明の養子
  - 次女：大関増業正室
  - 女子：栄 - 土井利以正室
  - 女子：牧野以成正室
  - 女子：久貝正満正室
  - 女子：板倉勝昇正室

## 展覧会
- 江戸時代の図譜文化―堀田正敦編『禽譜』とその魅力、期間：2024年8月6日 ～ 2024年10月6日、会場：東京国立博物館[22]